# Богдан войвода (Якоруда)
 Тази статия е за якорудеца Богдан войвода.  За копривщенеца вижте Богдан войвода (Копривщица).  
Богдан войвода е български хайдутин, оказал съпротива срещу налагането на исляма в Разлога през XVII век.

## Биография
Роден е в разложкото село Якоруда, което тогава е в Османската империя. В 1666 – 1669 – 1670, когато насилствено са потурчвани селата в Разлога, Богдан войвода оглавява съпротивително движение и дава сражение на османските части на Пехливан Мехмед Кюпрюлю паша край село Иланско (днес Смолево). Мястото днес се нарича Богданово боище. Тук, през 1666 г. се разгаря кръвопролитно сражение. Жителите от ридищата Блаца, Валого, Кривак, Смолево и Чиста могила дават отпор на редовния турски аскер. След сражението османците опожаряват Якоруда.